# Дипломатически мисии на Грузия
Това е списък на дипломатическите мисии на Грузия, като не са посочени почетните консулства.

## Европа
- Австрия
  - Виена (посолство)
- Беларус
  - Минск (посолство)
- Белгия
  - Брюксел (посолство)
- България
  - София (посолство)
- Ватикан
  - Ватикана (посолство)
- Великобритания
  - Лондон (посолство)
- Германия
  - Берлин (посолство)
- Гърция
  - Атина (посолство)
  - Солун (генерално консулство)
- Дания
  - Копенхаген (посолство)
- Естония
  - Талин (посолство)
- Испания
  - Мадрид (посолство)
- Италия
  - Рим (посолство)
- Кипър
  - Никозия (посолство)
- Латвия
  - Рига (посолство)
- Литва
  - Вилнюс (посолство)
- Полша
  - Варшава (посолство)
- Румъния
  - Букурещ (посолство)
- Русия
  - Москва (No diplomatic relations – Embassy of Switzerland in Moscow (Georgian Interests Section))
- Словакия
  - Братислава (посолство)
- Украйна
  - Киев (посолство)
  - Одеса (генерално консулство)
- Унгария
  - Будапеща (посолство)
- Франция
  - Париж (посолство)
- Нидерландия
  - Хага (посолство)
- Чехия
  - Прага (посолство)
- Швейцария
  - Берн (посолство)
- Швеция
  - Стокхолм (посолство)

## Северна Америка
- САЩ
  - Вашингтон (посолство)
  - Ню Йорк (генерално консулство)

## Африка
- Египет
  - Кайро (посолство)

## Азия
- Азербайджан
  - Баку (посолство)
- Армения
  - Ереван (посолство)
- Израел
  - Тел Авив (посолство)
- Иран
  - Техеран (посолство)
- Йордания
  - Аман (посолство)
- Казахстан
  - Астана (посолство)
- Китай
  - Пекин (посолство)
- Кувейт
  - Кувейт (посолство)
- Туркменистан
  - Ашхабад (посолство)
- Турция
  - Анкара (посолство)
  - Истанбул (генерално консулство)
  - Трабзон (генерално консулство)
- Узбекистан
  - Ташкент (посолство)
- Япония
  - Токио (посолство)

## Междудържавни организации
- - Брюксел - ЕС и НАТО
  - Виена - ОССЕ
  - Женева - ООН и други организации
  - Ню Йорк - ООН
  - Париж - ЮНЕСКО и Организация за икономическо сътрудничество и развитие
  - Рим - ФАО
  - Страсбург - Съвет на Европа